# جوانا غينز
جوانا غينز (بالإنجليزية: Joanna Gaines)‏ هي مصممة ديكور ‏ أمريكية، ولدت في 19 أبريل 1978.